# Liste der Monuments historiques in Boissy-Fresnoy
Die Liste der Monuments historiques in Boissy-Fresnoy führt die Monuments historiques in der französischen Gemeinde Boissy-Fresnoy auf.

## Liste der Objekte
| Bezeichnung                            | Beschreibung                                                     | Standort                        | Kennzeichnung | Schutzstatus | Datum | Bild |
| -------------------------------------- | ---------------------------------------------------------------- | ------------------------------- | ------------- | ------------ | ----- | ---- |
| Skulptur Gottvater oder Apostel Petrus | Holz, polychrom gefasst, erste Hälfte des 16. Jahrhunderts       | in der Kirche St-Étienne (Lage) | PM60004910    | Inscrit      | 2009  |      |
| Skulpturengruppe Pietà                 | Eichenholz, polychrom gefasst, erste Hälfte des 16. Jahrhunderts | in der Kirche St-Étienne (Lage) | PM60000332    | Classé       | 1966  |      |